# Maison Hauer-King
La maison Hauer-King ou Project 180 est un bâtiment créé par Jan Kaplický en 1994 et situé à Canonbury, près de Londres en Angleterre.

## Histoire
La maison a été conçue par la firme d'architecture Future Systems (dont c'était la première réalisation d'importance) sous la direction de Jan Kaplický avec la collaboration des architectes Amanda Levete, sa conjointe, et Linda Atkin. La construction, commencée en 1992, n'a été complètement achevée que deux ans plus tard. Il s'agissait d'une commande de Jeremy King et de sa femme Debra Hauer. 

## Architecture
Malgré son aspect moderne, la maison, édifiée sur un terrain étroit, fusionne avec l'environnement environnant. La maison possède quatre étages dont l'avant, le haut et l'arrière sont constitués d'un total de vingt-deux grands panneaux de verre à ossature d'acier. Ces panneaux sont en verre à double paroi, qui sert d'isolant thermique. Sur la façade avant, les panneaux sont remplacés par des blocs de verre. Sur les côtés, la brique a été utilisée comme rappel des maisons du quartier. La façade arrière est en pente à 50 o.  
Dans le respect de la nature environnante, un arbre imposant avait été conservé. La rampe d'accès à l'entrée de la maison le contournait avec élégance. L'arbre n'existe plus aujourd'hui.
Le rez-de-chaussée est situé un étage plus bas que le niveau de la rue. Cet espace est utilisé comme une salle à manger, avec une cuisine et un accès au jardin arrière. Un escalier, relie cet étage au salon au niveau de la rue. Le troisième étage est réservé aux deux chambres d'enfants. Enfin, au dernier étage, on retrouve la chambre principale. Les salles de bains et autres espaces de rangement agissent comme des murs pour séparer les pièces individuelles. Ce sont des boîtes indépendantes colorées qui contrastent avec l'intérieur principalement blanc. 
La structure primaire du bâtiment est constitué d'acier, tandis que l'enveloppe repose sur une structure en aluminium maintenue par des câbles. On retrouve également l'aluminium dans les escaliers, qui permettent le passage d'un étage à l'autre, et les balustrades. La porte elle-même est faite d'un panneau de métal d'un seul tenant. Une céramique blanche recouvre les sols. 